# Norwegischer Fußballpokal der Männer 1940
Der norwegische Fußballpokal 1940 (kurz auch NM-Cup 1940 genannt) war die 39. Austragung des Fußballpokalwettbewerbs der Männer. Pokalsieger wurde der Fredrikstad FK. Das Team setzte sich im Finale gegen Skeid Oslo durch.

## 1. Runde
| Datum      |                        | Ergebnis  |                       |
| ---------- | ---------------------- | --------- | --------------------- |
| 04.08.1940 | Asker SK               | 1:2       | IF Skiens-Grane       |
|            | Aurskog IL             | 1:8       | Nydalens SK           |
|            | IF Bjart               | 1:4       | Lisleby FK            |
|            | IF Borg                | 1:2       | IF Gimsøy             |
|            | Bragerøens BK          | 3:1       | Tønsbergs TF          |
|            | Brann Bergen           | 6:0       | SK Herd               |
|            | Clausenengen FK        | 6:2       | IL Braatt             |
|            | FK Donn                | 6:0       | Mandal AIL            |
|            | SBK Drafn              | 6:1       | Borre IF              |
|            | Drøbak IF              | 1:8       | Kvik Halden FK        |
|            | IF Fjell Arendal       | 2:3       | Start Kristiansand    |
|            | IL Fjell-Kameratene    | 1:2       | Årstad IL             |
|            | Flekkefjord FK         | 3:0       | FK Vigør              |
|            | Florø-Varg SK          | 1:0       | Sandane TIL           |
|            | Fram Larvik            | 3:1       | Dæhlenengen SBK       |
|            | Fredrikstad FK         | 10:10     | SFK Mercantile Oslo   |
|            | SK Freidig             | 3:1       | Verdal IL             |
|            | FK Fremad Lillehammer  | 4:1       | Briskebyen FL         |
|            | Frigg Oslo FK          | 11:00     | Grue IL               |
|            | Geithus IL             | 2:1       | Vikersund IF          |
|            | Gleng FK               | 2:7       | SK Gjøa               |
|            | IK Grane Arendal       | 4:1       | Kragerø IF            |
|            | Gresvik IF             | 2:1       | SK Strong             |
|            | Hamar IL               | 7:1       | Ullensaker IL         |
|            | SK Hardy               | 0:1       | SK Trane              |
|            | Jevnaker IF            | 5:0       | Kapp IF               |
|            | Kjelsås IL             | 4:4 n. V. | FK Lyn                |
|            | Kongsberg IF           | 3:1       | Skiens BK             |
|            | Kongsvinger IL         | 0:1       | Drammens BK           |
|            | Kvik Halden FK         | 4:3       | SK Nationalkameratene |
|            | Lillestrøm SK          | 7:0       | Haga IF               |
|            | Magnor IL              | 1:6       | SFK Lyn Oslo          |
|            | Molde FK               | 3:2       | SK Træff              |
|            | Moss FK                | 8:0       | Greåker IF            |
|            | IL Nordlandet          | 1:7       | Kristiansund FK       |
|            | Odds BK                | 5:1       | Manglerud Star        |
|            | Orkanger IF            | 6:2       | IL Dalgutten          |
|            | Os TF                  | 00:14     | SK Djerv              |
|            | IF Pors                | 5:1       | Storms BK             |
|            | Rakkestad IF           | 2:9       | Sarpsborg FK          |
|            | Ranheim IL             | 3:1       | SK Brage              |
|            | Raufoss IL             | 1:5       | Sandaker SFK          |
|            | Rjukan IL              | 1:2       | SK Snøgg              |
|            | SK Rollon              | 4:2       | FK Sykkylven          |
|            | Rosenborg Trondheim    | 1:2       | Neset FK              |
|            | Roy IL                 | 2:4       | SBK Skiold            |
|            | Sandefjord BK          | 3:3 n. V. | Strømsgodset IF       |
|            | Selbak TIF             | 10:00     | Fagerborg BK          |
|            | Skeid Oslo             | 6:1       | SK Falk Horten        |
|            | Stabæk IF              | 0:2       | Mjøndalen IF          |
|            | Stavanger IF           | 13:10     | Odda IL               |
|            | IL Sverre              | 5:1 n. V. | Steinkjer FK          |
|            | Tistedalen TIF         | 0:2       | Torp IF               |
|            | Tynset IF              | 5:1       | IL Bergmann           |
|            | IF Tønsberg-Kameratene | 4:0       | Larvik Turn           |
|            | SK Ulf                 | 1:8       | Viking Stavanger      |
|            | Urædd FK               | 1:2       | Sparta Drammen        |
|            | SK Vard Haugesund      | 1:0       | Stord IL              |
|            | Vardal IF              | 4:2       | Kolbotn IL            |
|            | FBK Voss               | 1:1 n. V. | SK Pallas             |
|            | Vålerenga Oslo         | 4:1       | Eidsvold IF           |
|            | FK Ørn                 | 3:0       | IF Liv                |
|            | Ørsta IL               | 1:3       | Aalesunds FK          |
|            | Ålgård FK              | 1:2       | SK Jarl               |

### Wiederholungsspiele
| Datum      |                 | Ergebnis  |               |
| ---------- | --------------- | --------- | ------------- |
| 11.08.1940 | FK Lyn          | 3:1       | Kjelsås IL    |
|            | SK Pallas       | 2:3       | FBK Voss      |
|            | Strømsgodset IF | 2:3 n. V. | Sandefjord BK |

## 2. Runde
| Datum      |                        | Ergebnis  |                       |
| ---------- | ---------------------- | --------- | --------------------- |
| 18.08.1940 | Brann Bergen           | 3:0       | Florø-Varg SK         |
|            | SK Djerv               | 4:2 n. V. | FBK Voss              |
|            | Drammens BK            | 0:5       | Fredrikstad FK        |
|            | SK Freidig             | 7:2       | Tynset IF             |
|            | IF Gimsøy              | 3:1       | Odds BK               |
|            | SK Gjøa                | 2:0       | FK Fremad Lillehammer |
|            | FK Lyn                 | 1:0       | Jevnaker IF           |
|            | IK Grane Arendal       | 2:1       | FK Donn               |
|            | Hamar IL               | 1:5       | Frigg Oslo FK         |
|            | SK Jarl                | 0:2       | Stavanger IF          |
|            | Kristiansund FK        | 2:3       | SK Rollon             |
|            | Kvik Halden FK         | 3:2       | FK Ørn                |
|            | FK Kvik Trondheim      | 6:1       | Clausenengen FK       |
|            | Lisleby FK             | 5:4 n. V. | Bragerøens BK         |
|            | SFK Lyn Oslo           | 7:1       | Vardal IF             |
|            | Mjøndalen IF           | 4:1       | Geithus IL            |
|            | Neset FK               | 4:0       | IL Sverre             |
|            | Nydalens SK            | 2:1       | Selbak TIF            |
|            | IF Pors                | 5:0       | Sandefjord BK         |
|            | Ranheim IL             | 4:2       | Orkanger IF           |
|            | Sandaker SFK           | 1:5       | Moss FK               |
|            | Sarpsborg FK           | 3:0       | Gresvik IF            |
|            | IF Skiens-Grane        | 1:0       | Kongsberg IF          |
|            | SBK Skiold             | 5:2 n. V. | Fram Larvik           |
|            | SK Snøgg               | 3:2       | Vålerenga Oslo        |
|            | Sparta Drammen         | 4:5 n. V. | SBK Drafn             |
|            | Start Kristiansand     | 3:1       | Flekkefjord FK        |
|            | Torp IF                | 1:2       | Lillestrøm SK         |
|            | IF Tønsberg-Kameratene | 1:9       | Skeid Oslo            |
|            | Viking Stavanger       | 2:1       | SK Vard Haugesund     |
|            | Aalesunds FK           | 3:0       | Molde FK              |
|            | Årstad IL              | 1:0       | SK Trane              |

## 3. Runde
| Datum      |                    | Ergebnis |                   |
| ---------- | ------------------ | -------- | ----------------- |
| 01.09.1940 | SK Djerv           | 2:3      | SBK Drafn         |
|            | Fredrikstad FK     | 8:1      | Nydalens SK       |
|            | SK Freidig         | 3:7      | FK Kvik Trondheim |
|            | Frigg Oslo FK      | 7:1      | Lisleby FK        |
|            | IF Gimsøy          | 1:2      | Mjøndalen IF      |
|            | FK Lyn             | 3:2      | SK Gjøa           |
|            | Start Kristiansand | 1:0      | IK Grane Arendal  |
|            | Moss FK            | 3:1      | IF Skiens-Grane   |
|            | Kvik Halden FK     | 1:6      | SFK Lyn Oslo      |
|            | Lillestrøm SK      | 2:0      | IF Pors           |
|            | Neset FK           | 3:1      | Ranheim IL        |
|            | SBK Skiold         | 1:2      | Sarpsborg FK      |
|            | Skeid Oslo         | 3:0      | SK Snøgg          |
|            | Stavanger IF       | 1:3      | Viking Stavanger  |
| 02.09.1940 | Brann Bergen       | 1:0      | Årstad IL         |
| 03.09.1940 | SK Rollon          | 0:2      | Aalesunds FK      |

## 4. Runde
| Datum      |                   | Ergebnis |                    |
| ---------- | ----------------- | -------- | ------------------ |
| 07.09.1940 | Mjøndalen IF      | 0:2      | Skeid Oslo         |
| 08.09.1940 | SBK Drafn         | 1:2      | Aalesunds FK       |
|            | Brann Bergen      | 0:7      | Moss FK            |
|            | Frigg Oslo FK     | 0:1      | Fredrikstad FK     |
|            | FK Kvik Trondheim | 1:3      | Neset FK           |
|            | SFK Lyn Oslo      | 3:0      | Lillestrøm SK      |
|            | Sarpsborg FK      | 1:0      | FK Lyn             |
|            | Viking Stavanger  | 5:0      | Start Kristiansand |

## Viertelfinale
| Datum      |                | Ergebnis  |                  |
| ---------- | -------------- | --------- | ---------------- |
| 22.09.1940 | Skeid Oslo     | 3:2       | Aalesunds FK     |
|            | Fredrikstad FK | 10:00     | Viking Stavanger |
|            | Moss FK        | 1:1 n. V. | SFK Lyn Oslo     |
|            | Neset FK       | 1:3       | Sarpsborg FK     |

### Wiederholungsspiel
| Datum      |              | Ergebnis |         |
| ---------- | ------------ | -------- | ------- |
| 29.09.1940 | SFK Lyn Oslo | 1:2      | Moss FK |

## Halbfinale
| Datum      |              | Ergebnis |                |
| ---------- | ------------ | -------- | -------------- |
| 06.10.1940 | Sarpsborg FK | 0:1      | Fredrikstad FK |
|            | Skeid Oslo   | 6:3      | Moss FK        |

## Finale
| Fredrikstad FK                              | Fredrikstad FK | Skeid Oslo | Skeid Oslo |
| ------------------------------------------- | --- | --- | ---------- |
| Fredrikstad FK                              | \| Finale \| \| 13. Oktober 1940 in Oslo (Ullevaal-Stadion) \| \| Ergebnis: 3:0 (1:0) \| \| Zuschauer: 30.000 \| \| Schiedsrichter: Thorleiv Nordbø \| \| Spielbericht \| | \| Finale \| \| 13. Oktober 1940 in Oslo (Ullevaal-Stadion) \| \| Ergebnis: 3:0 (1:0) \| \| Zuschauer: 30.000 \| \| Schiedsrichter: Thorleiv Nordbø \| \| Spielbericht \| | Skeid Oslo |
| Fredrikstad FK                              | Hans Hansen – Rolf Johannessen, Bjørn Berger – Gunnar Andreassen, Håkon Johansen, Reidar Olsen – Thorleif Larsen, Bjørn Spydevold, Knut Brynildsen, Kjell Moe, Arne Ileby | Knut Arnevåg – Halvdan Dyhre, Einar Trondsen – Willy Sundblad, John Bøhleng, Gustav Rehn – Henry Mathiesen, Hans Nordahl, Brede Borgen, Per Laurendz, Paul Sætrang.       | Skeid Oslo |
| Fredrikstad FK                              | 1:0 Arne Ileby (36.) 2:0 Arne Ileby (51.) 3:0 Knut Brynildsen (70., Elfmeter)                                                                                             | | Skeid Oslo |
| Finale                                      | | |            |
| 13. Oktober 1940 in Oslo (Ullevaal-Stadion) | | |            |
| Ergebnis: 3:0 (1:0)                         | | |            |
| Zuschauer: 30.000                           | | |            |
| Schiedsrichter: Thorleiv Nordbø             | | |            |
| Spielbericht                                | | |            |